# Die sieben Jungfrauen (Sage)
Die sieben Jungfrauen ist eine Sage aus dem Egerland im heutigen Westen Tschechiens.

## Handlung
Ein Graf im Egerland lebte einst ein weithin wegen seiner rohen und gewalttätigen Art gefürchteter Graf. Eines Tages war dieser müde und durstig und verlangte an einer Hütte nach etwas Wasser. In der Stube fand er sieben Jungfrauen, die ihm das Wasser reichten. Da begehrte der Mann alle sieben als seine Beischläferinnen, doch die Mädchen weigerten sich mit ihm zu gehen, woraufhin der Graf die Mädchen auf sein Schloss entführen ließ.
Die Mädchen beschlossen sich zu rächen und erdolchten den Grafen, wobei ihre schneeweißen Kleider mit Blut bespritzt wurden. Rasch suchte jede von ihnen einen Brunnen auf, doch es gelang ihnen nicht das Blut aus dem Stoff zu waschen. Seit dem Tod der Mädchen müssen deren Geister zur Sühne jedes Jahr während der Karfreitagsmesse an den sieben Brunnen ihre Kleider waschen, wobei die Blutflecken immer wieder aufs neue erscheinen.

## Rezeption
Die Sage findet sich in mehreren Werken zur sudetendeutschen / west-tschechischen Sagenwelt. Sie erschien unter anderem in Der Egerländer, einer Zeitschrift von Vertriebenem aus dem Egerland. Thilde Hopper-Hoyer listet sie in ihrer Sagensammlung Egerländer Sagenkranz auf, die sie 1958 veröffentlichte als Erinnerung an ihre verlorene Heimat des Egerlandes; aus der sie 1945/1946 vertrieben worden war.